# Tonica (geslacht)
Tonica is een geslacht van vlinders van de familie sikkelmotten (Oecophoridae), uit de onderfamilie Depressariinae.

## Soorten
- T. argessa Diakonoff, 1967
- T. barrowi (Bingham, 1907)
- T. centroluta Diakonoff, 1966
- T. citrantha Diakonoff, 1967
- T. cyanodoxa Meyrick, 1924
- T. effractella (Snellen, 1879)
- T. gypsopis Meyrick, 1928
- T. lagaropis Meyrick, 1928
- T. malthacodes Meyrick, 1914
- T. melanoglypha Diakonoff, 1966
- T. mixogama Meyrick, 1928
- T. nigricostella (Snellen, 1901)
- T. nigrimarginata Diakonoff, 1954
- T. niviferana (Walker, 1864)
- T. peripsacas Diakonoff, 1966
- T. pharmacis Diakonoff, 1966
- T. senescens Meyrick, 1910
- T. syngnoma Diakonoff, 1966
- T. terasella Walker, 1864